# Królestwo Gwynedd
Królestwo Gwynedd – jedno ze średniowiecznych królestw walijskich, założone ok. 450 roku. Od IX wieku najsilniejsze z walijskich księstw, na początku XI wieku opanowało prawie całą Walię. Po 1063 toczyło przez prawie 50 lat wojnę z Anglią, zakończoną ostatecznie wygraną Walijczyków, co wzmocniło pozycję króla Gwynedd. W XII wieku królestwo Gwynedd podbiło pozostałe walijskie państwa, zaś książę Llywelyn ap Iorwerth przyjął w 1218 roku tytuł księcia Walii.

## Królowie Gwynedd
- Cunedda Wledig ap Edern (ok.450-ok.460)
- Einion Yrth ap Cunedda (ok.470-ok.480)
- Cadwallon Lawhir ap Einion (ok.500-ok.534)
- Maelgwn Hir ap Cadwallon (ok.520-ok.547)
- Rhun Hir ap Maelgwn (ok.547-ok.580)
- Beli ap Rhun (ok.580-ok.599)
- Iago ap Beli (ok.599-ok.613)
- Cadfan ap Iago (ok.613-ok.625)
- Cadwallon ap Cadfan (ok.625-634)
- Cadafael Cadomedd ap Cynfeddw (634-ok.655)
- Cadwaladr Fendigaid ap Cadwallon (ok.655-ok.682)
- Idwal Iwrch ap Cadwaladr (c.682-c.720)
- Rhodri Molwynog ap Idwal (ok.720-ok.754)
- Caradog ap Meirion (ok.754-ok.798)
- Cynan Dindaethwy ap Rhodri (ok.798-816)
- Hywel ap Rhodri Molwynog (814-825)
- Merfyn Frych ap Gwriad (825-844)
- Rhodri Mawr ap Merfyn (844-878)
- Anarawd ap Rhodri (878-916)
- Idwal Foel ab Anarawd (916-942)
- Hywel Dda ap Cadell (942-950)
- Iago ab Idwal (950-979)
- Ieuaf ab Idwal (950-969)
- Hywel ab Ieuaf (974-985)
- Cadwallon ab Ieuaf (985-986)
- Maredudd ab Owain (986-999)
- Cynan ap Hywel (999-1005)
- Aeddan ap Blegywryd (1005-1018)
- Llywelyn ap Seisyll (1018-1023)
- Iago ab Idwal ap Meurig (1023-1039)
- Gruffydd ap Llywelyn (1039-1063)
- Bleddyn ap Cynfyn (1063-1075)
- Trahaearn ap Caradog (1075-1081)
- Gruffydd ap Cynan (1081-1137)
- Owain Gwynedd ap Gruffydd (1137-1170)
- Maelgwn ab Owain Gwynedd (1170-1173)
- Dafydd ab Owain Gwynedd (1170-1195) (na wschodzie)
- Rhodri ab Owain Gwynedd (1170-1190) (na zachodzie)
- Llywelyn Fawr ap Iorwerth (1195-1218) (od 1218 książę Walii)